# Mirosław Ferić
Mirosław Ferić (Miroslav Ferić) (ur. 17 czerwca 1915 w Travniku w Austro-Węgrzech, ob. Bośnia i Hercegowina, zm. 14 lutego 1942 w Northolt w Anglii) – porucznik pilot Wojska Polskiego, kapitan (ang. Flight Lieutnant) Królewskich Sił Powietrznych, as myśliwski, kawaler Krzyża Srebrnego Orderu Wojennego Virtuti Militari.

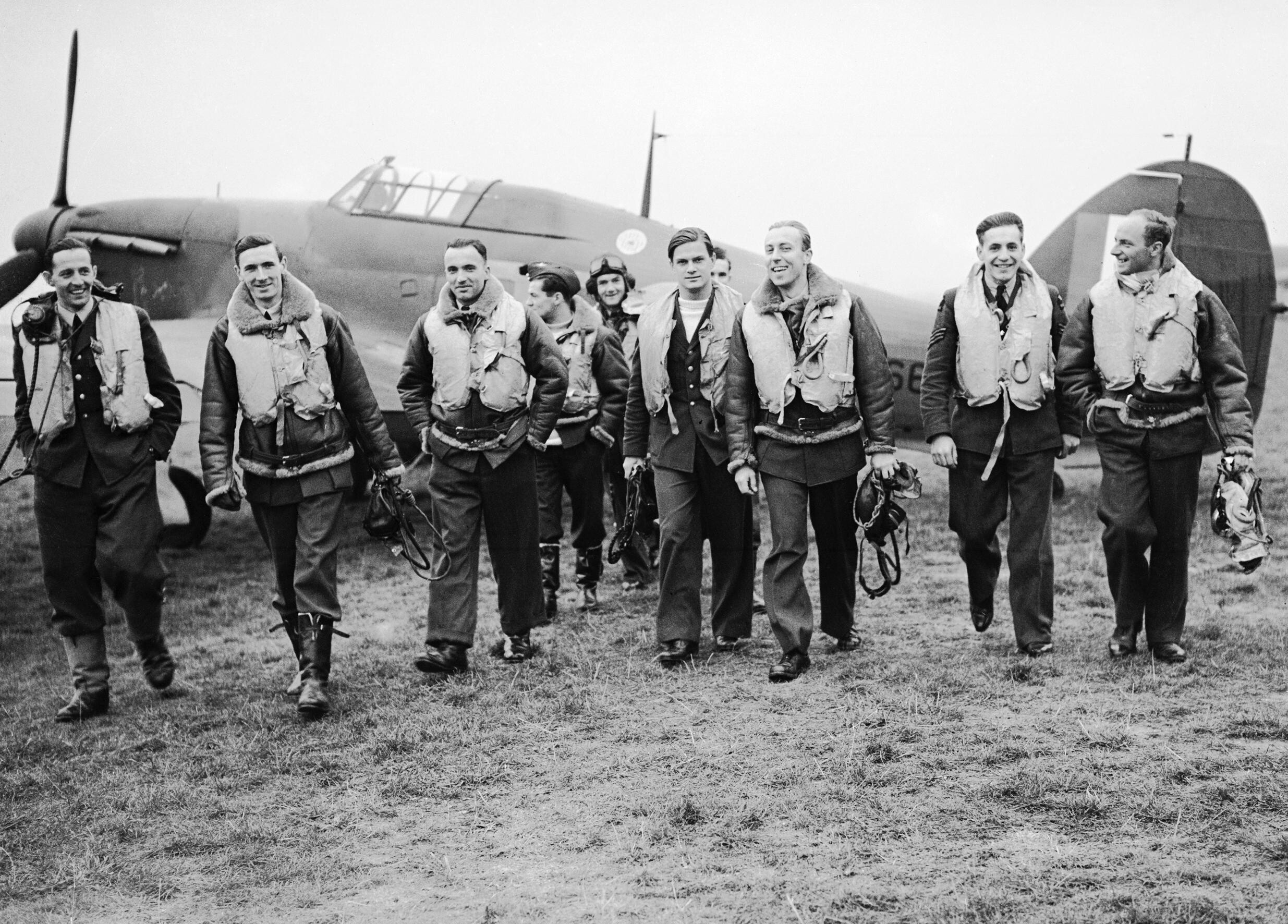
Mirosław Ferić (pierwszy z lewej)

## Życiorys
Urodził się w rodzinie mieszanej, jego ojciec był Chorwatem (zginął w czasie I wojny światowej), a matka Polką. Od 1919 mieszkał wraz z matką i braćmi w Polsce. Był absolwentem Gimnazjum Męskiego w Ostrowie Wielkopolskim (1935) oraz Szkoły Podchorążych Lotnictwa w Dęblinie (1938), wraz z ukończeniem której otrzymał stopień podporucznika pilota.
W latach 1938–1939 był pilotem w 111 eskadrze myśliwskiej im. Tadeusza Kościuszki w Warszawie.

### II wojna światowa
Podczas wojny obronnej we wrześniu 1939 roku walczył w 111 eskadrze wchodzącej w skład Brygady Pościgowej. Brał udział w kilkunastu walkach powietrznych. 3 września jego samolot został uszkodzony i Ferić musiał ratować się skokiem ze spadochronem. 8 września, prowadząc klucz samolotów, zespołowo zestrzelił niemiecki samolot rozpoznawczy Hs 126 nad miejscowością Podłęż (według publikacji, zestrzelił również zespołowo z dowódcą III/1 dywizjonu Zdzisławem Krasnodębskim i Arsenem Cebrzyńskim samolot myśliwski Bf 110, lecz zwycięstwo to nie jest zaliczone oficjalnie). 17 września 1939 Ferić wraz z pilotami eskadry został ewakuowany do Rumunii, a następnie internowany. Uciekł z obozu internowania i drogą morską przedostał się do Francji. Po przeszkoleniu w bazie lotniczej Lyon-Bron, miał być włączony w skład polskiego 3 dywizjonu, ale ponieważ nie doszło do jego utworzenia, został przydzielony do sformowanego pod koniec maja 1940 III Klucza Kominowego "Ku" kpt. pil. Kazimierza Kuziana, patrolującego na myśliwcach MS.406 okolice zakładów lotniczych w Nantes. Do walk z niemieckimi samolotami jednak nie doszło. Po upadku Francji, Ferić ewakuował się do Wielkiej Brytanii.
W Wielkiej Brytanii został przydzielony do nowo tworzonego myśliwskiego dywizjonu 303, latającego na myśliwcach Hawker Hurricane, który wszedł do walki w bitwie o Anglię 31 sierpnia 1940. Tego dnia Ferić zestrzelił niemiecki myśliwiec Messerschmitt Bf 109. 2 września odniósł prawdopodobne zwycięstwo nad Bf 109, lecz na skutek uszkodzenia samolotu musiał lądować przymusowo. 6 września zestrzelił Bf 109, 15 września kolejnego Bf 109 i Bf 110. 18 września Ferić został z grupą innych pilotów odznaczony przez Naczelnego Wodza gen. Sikorskiego Srebrnym Krzyżem Virtuti Militari. 27 września zestrzelił Bf 109 i bombowiec He 111, a 5 października myśliwiec Bf 110.
Od 11 października wraz z dywizjonem był wycofany z walki na odpoczynek. Dywizjon powrócił do akcji w styczniu 1941, przezbrojony na myśliwce Supermarine Spitfire Mk. I. Ferić latał na zadania bojowe nad kanał La Manche i nad Francję, dowodząc kluczem, czasem jedną z eskadr dywizjonu. 3 maja 1941 został awansowany na stopień porucznika pilota. 22 czerwca, lecąc w osłonie bombowców zestrzelił Bf 109, a 27 czerwca kolejnego uszkodził. W październiku został skierowany na półroczny odpoczynek od bojowego latania, lecz po trzymiesięcznej służbie jako instruktor pilotażu, z własnej inicjatywy wystąpił o zgodę na powrót do latania bojowego w dywizjonie 303, którą uzyskał i powrócił do dywizjonu pod koniec stycznia 1942. Wkrótce potem, 14 lutego 1942 r. poniósł śmierć w wypadku nad lotniskiem dywizjonu 303 w Northolt, w trakcie lotu treningowego na samolocie Spitfire, któremu urwała się lotka podczas akrobacji. Został pochowany na cmentarzu w Northwood. Osierocił syna, mieszkającego do dziś w Anglii Philipa Ferić-Methuena.

## Patron
W Ostrowie Wielkopolskim jego imię nadano jednej z ulic (26 listopada 1981) oraz Szkole Podstawowej nr 11 (9 maja 1984). W 40-tą rocznicę śmierci z inicjatywy oddziału Polskiego Towarzystwa Archeologicznego i Numizmatycznego w Ostrowie wybito okolicznościowy medal; 26 lutego 1983 pierwsze egzemplarze otrzymali matka pilota Zofia (zmarła 31 marca 1983 w Ostrowie Wielkopolskim) oraz brat Zwonimir. 20 kwietnia 2006 w galerii wybitnych uczniów i profesorów macierzystego gimnazjum w Ostrowie zawieszono portret Mirosława Fericia. Przy wejściu do jego domu powieszono tablicę upamiętniającą.
Wizerunek pilota został umieszczony na samolocie myśliwskim MiG-29 nr 111 z 23 Bazy Lotnictwa Taktycznego.

## Zestrzelenia
Na liście Bajana sklasyfikowany został na 10 pozycji z 9 i 1/3 samolotów Luftwaffe zestrzelonymi na pewno, jednym zestrzelonym prawdopodobnie i jednym uszkodzonym.
Zestrzelenia pewne:
- 1/3 Hs 126 - 8 września 1939
- Bf 109 - 31 sierpnia 1940 (myśliwiec zestrzelony w wersja E7, z 3/LG2)
- Bf 109 - 6 września 1940 (pilotował Hurricane'a P3700, myśliwiec zestrzelony pochodził z 9/JG27)
- Bf 109 - 15 września 1940 (pilotował Hurricane'a R2685, myśliwiec zestrzelony pochodził z 1/JG52 lub 1/JG53)
- Bf 110 - 15 września 1940 (pilotował Hurricane'a R2685, myśliwiec zestrzelony pochodził z 13/LG1)
- He 111 - 27 września 1940 (pilotował Hurricane'a V6681)
- Bf 109 - 27 września 1940 (pilotował Hurricane'a V6681)
- Bf 110 - 5 października 1940 (pilotował Hurricane'a V6681)
- Bf 109 - 22 czerwca 1941

Zestrzelenia prawdopodobne:
- Bf 109 - 2 września 1940 (pilotował Hurricane'a R4178, myśliwiec zestrzelony pochodził z 9/JG3)

Uszkodzenia:
- Bf 109 - 27 czerwca 1941

## Pamiętnik Dywizjonu 303
Od roku 1939 do śmierci Ferić prowadził dziennik, znany potem jako Pamiętnik pilota 111 eskadry myśliwskiej, będący po części (od przyjazdu do Anglii) kroniką Dywizjonu 303, a zawierający także listy do jednostki, wycinki z gazet oraz wpisy innych osób (m.in. Władysława Sikorskiego i króla brytyjskiego Jerzego VI). Pamiętnik ten zainspirował Arkadego Fiedlera do napisania książki Dywizjon 303.

## Ordery i odznaczenia

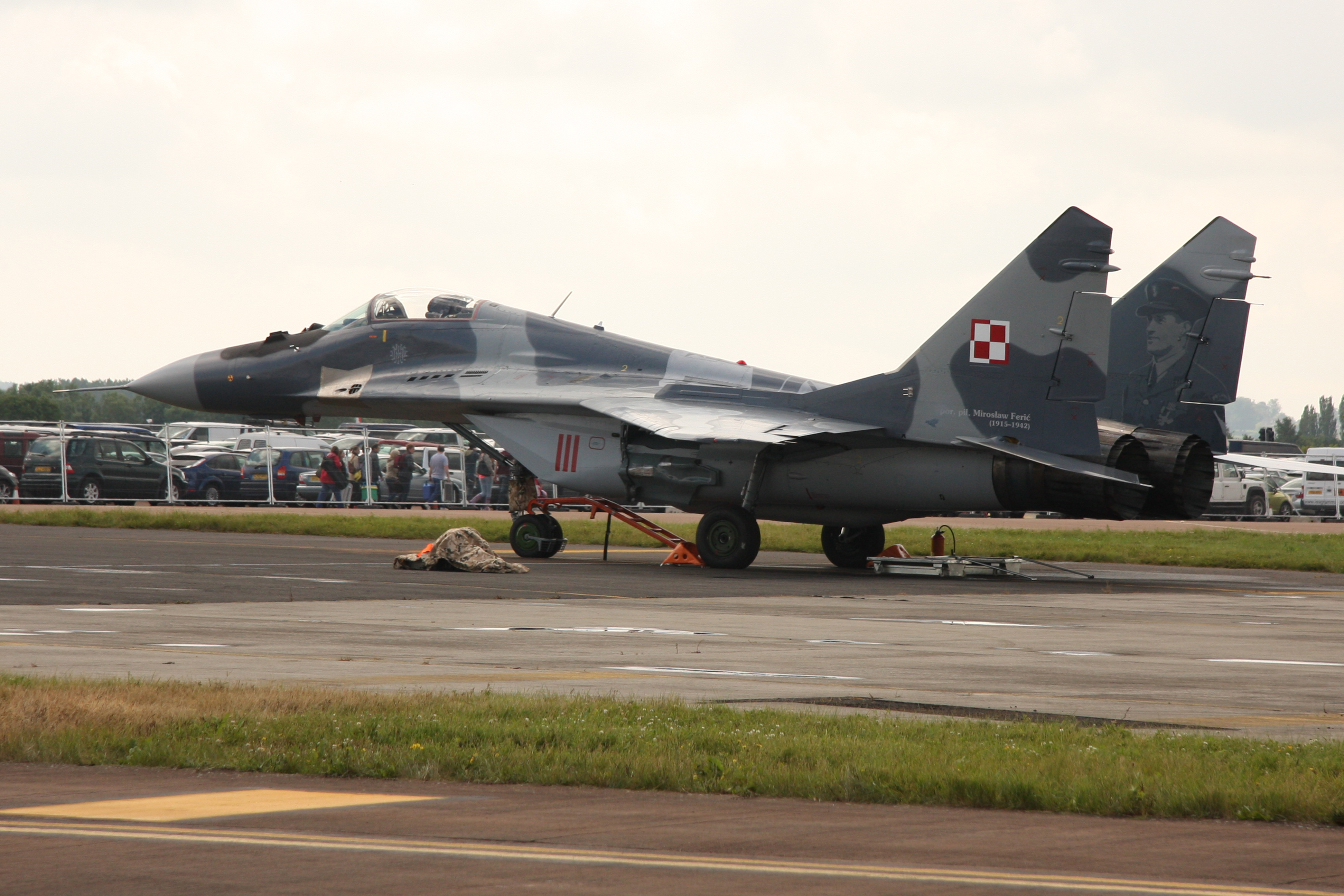
MiG-29 z namalowanym portretem Mirosława Fericia

- Krzyż Srebrny Orderu Wojennego Virtuti Militari (18 września 1940)
- Krzyż Walecznych – dwukrotnie
- Polowa Odznaka Pilota
- Distinguished Flying Cross (15 grudnia 1940)